# Oude christen
Oude christen (Spaans: cristiano viejo, Portugees: cristão-velho, Catalaans: cristià vell) was een sociale en wettelijk effectieve categorie die vanaf het einde van de 15e en het begin van de 16e eeuw op het Iberisch schiereiland werd gebruikt om Portugese en Spaanse mensen, die als bloedzuiver werden aangezien, te onderscheiden van de populaties gecategoriseerd als Nieuwe christen, voornamelijk personen van gedeeltelijke of volledige joodse afkomst die zich tot het christendom bekeerden, en hun nakomelingen. De term werd ook gebruikt om 'schoonbloedige' christenen te onderscheiden van christenen die afstammen van moslimfamilies - hoewel de overgrote meerderheid van de Spaanse en Portugese moslims zelf afstammelingen waren van inheemse Iberiërs die zich onder islamitische heerschappij tot de islam bekeerden.
Na de verdrijving van de Joodse bevolking uit Spanje in 1492 en Portugal in 1497, werd de gehele Joodse bevolking in Iberië officieel christelijk. De Nieuwe christenen stonden altijd onder verdenking van afvalligheid. De oprichting van de Spaanse inquisitie in 1478 en de Portugese inquisitie in 1536 werd gerechtvaardigd door de noodzaak om ketterij te bestrijden. Er werd aangenomen dat veel nieuwe christenen in het geheim hun oorspronkelijke religie beoefenden en dat grote aantallen cryptojoden waren. De term werd dus geïntroduceerd zodat "oude christenen" zich konden onderscheiden van de bekeerlingen (conversos) en hun nakomelingen, die werden gezien als potentiële ketters en bedreigingen voor de katholieke orthodoxie. Nieuwe christenen van moslim-afkomst werden pejoratief moriscos genoemd, wat Moor-achtig betekent. Die van joodse afkomst werden marranos (varkens) genoemd.
Het systeem en de ideologie van reinheid van bloed verbanden nieuwe christelijke minderheden uit de samenleving, ongeacht hun werkelijke mate van oprechtheid als bekeerlingen, en gaven veel meer voorrechten aan oude christenen, de meerderheid van de bevolking.
In Portugal werd het juridische onderscheid tussen nieuwe en oude christenen beëindigd door middel van een wettelijk besluit van de markies van Pombal in 1772.